# Andrij Kochanowskyj
Andrij Kochanowskyj (ukrainisch Андрій Кохановський; * 11. Januar 1968) ist ein ehemaliger ukrainischer Leichtathlet. 
Er trat im Diskuswurf der Männer bei den Olympischen Sommerspielen 1996 in Atlanta an. Er beendete die Qualifikation auf dem 28. Platz mit einer Weite von 57,90 Metern.
Seine Bestleistung von 65,66 Meter stellte er am 30. Mai 1992 in Kiew auf.